# Anisocidaris
Anisocidaris is een geslacht van uitgestorven zee-egels uit de familie Polycidaridae.

## Soorten
- Anisocidaris bouchardi (Wright, 1851) † Aalenien, Verenigd Koninkrijk, Frankrijk.
- Anisocidaris spinulosa (Cotteau, 1875) † Bajocien, Frankrijk, Groot-Brittannië.
- Anisocidaris microstoma (Cotteau, 1875) † Bathonien-Callovien, Frankrijk, Groot-Brittannië.
- Anisocidaris leberti (Vadet, 1989) † Callovien, Frankrijk.